# Lago Erie
El lago Erie es un lago de Canadá y Estados Unidos que forma parte de los Grandes Lagos. Se encuentra más al sur que los demás y limita al norte con la provincia canadiense de Ontario; al sur, con los estados estadounidenses de Ohio, Pensilvania y Nueva York; y, al oeste, con el estado de Míchigan.  Ostenta el nombre de los indios Erie que vivían en su entorno antes de ser exterminados por los indígenas iroqueses.
El lago forma parte del sistema fluvial del río San Lorenzo, el colector de los Grandes Lagos (que estaría formado por la siguiente sucesión de ríos y lagos: río North → río Saint Louis → lago Superior → río St. Marys → lago Hurón → río Sainte-Claire → lago Sainte-Claire → río Detroit → lago Erie → río Niagara → lago Ontario → río San Lorenzo → estuario de San Lorenzo. El lago forma parte también de la vía navegable de los Grandes Lagos.

## Geografía

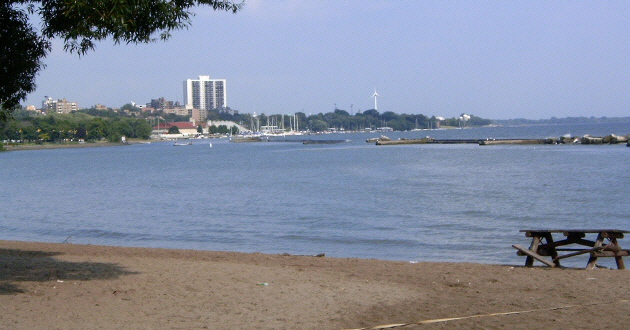
Vista del lago Ontario desde Toronto, Canadá

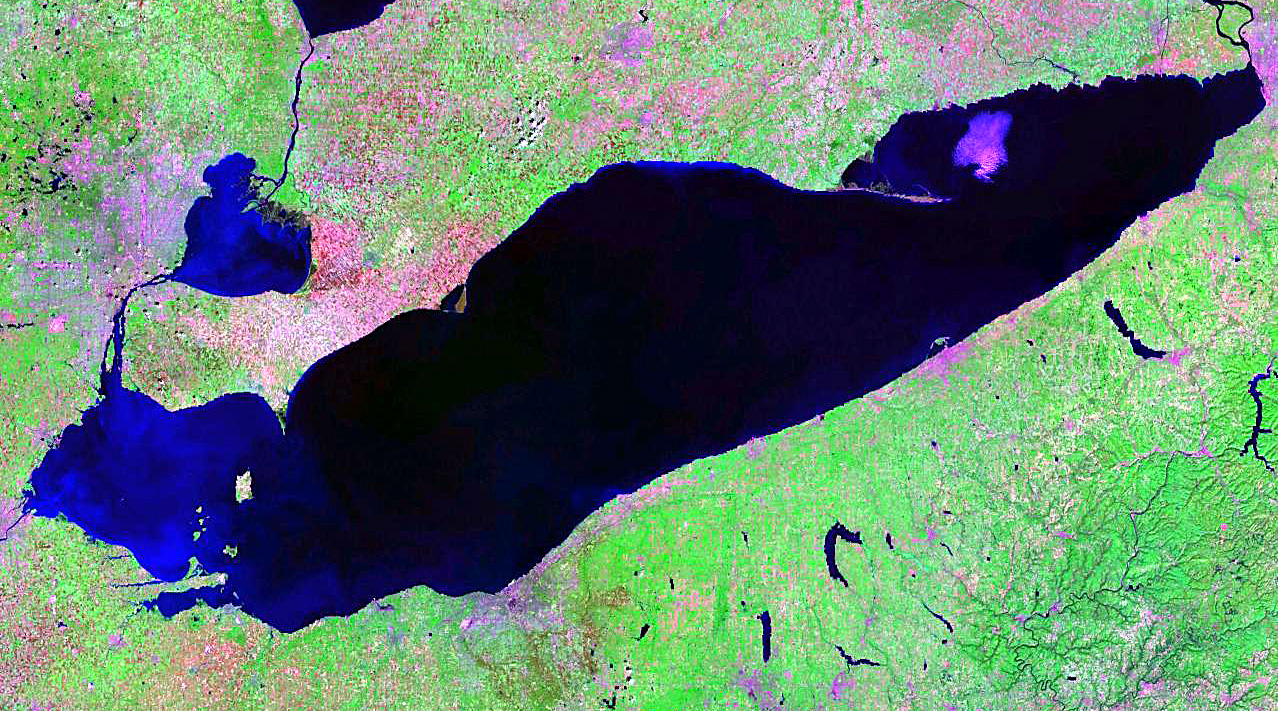
Vista del satélite LandSat del lago

El lago Erie es, por su tamaño, el 13º lago natural del mundo, incluidos el mar Caspio y el mar de Aral. Tiene una superficie de 25.700 km², similar a la de Macedonia del Norte. Su profundidad media es de 19 m, la máxima es de 64 m y su volumen es de 488 km³.
Tiene una elevación de 173 m s. n. m. Su longitud es de 388 km y su anchura de 92 km. La parte oeste del lago, que comprende 1/4 del área, es la menos profunda, con 13 m de profundidad promedio como mínimo y 19 m de máximo. Tiene un tiempo de retención de 2,6 años, el más corto de todos los Grandes Lagos.
El lago es alimentado principalmente por el río Detroit, un corto río de 51 km que fluye desde el lago Hurón, y el lago Saint Clair y drena a través del río Niágara y las cataratas del Niágara hacia el lago Ontario. La navegación corriente abajo es provista por el canal Welland, parte de la vía navegable de los Grandes Lagos. Otros tributarios importantes del lago Erie son los ríos Grand (266 km), Raisin, Hurón (219 km), Maumee (209km), Sandusky (241 km) y Cuyahoga (160 km).

En el lago hay muchas islas, como las llamadas Big Chicken, East Sister, Gibraltar, Green, Gull, Hen, Johnson, Kelleys, Little Chicken, Lost Ballast, Middle Island, Middle Bass, Middle Sister, Mouse, North Bass, North Harbour, Pelee, Rattlesnake, South Bass, Starve, Sugar, Turtle y West Sister.

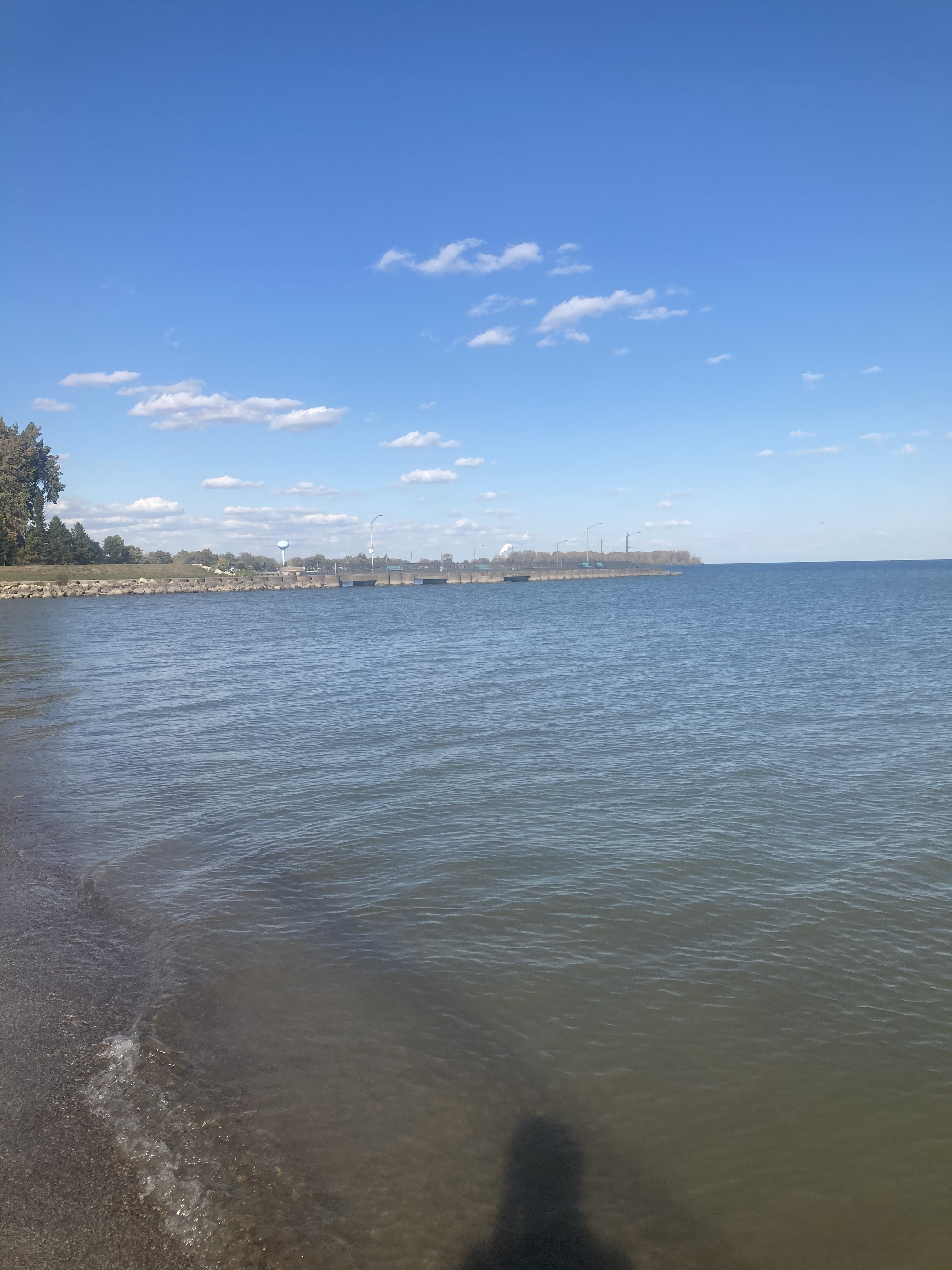
Lago Erie desde Luna Pier Michigan

El parque nacional Point Pelee, el punto más austral de Canadá continental, se encuentra sobre una península que se extiende sobre el lago. Hay varias islas sobre la parte oeste del lago, que pertenecen a Ohio, con excepción de la Isla Pelee, que es parte de Ontario.
Las ciudades de Búfalo, en Nueva York, Erie , en Pensilvania, Toledo y Cleveland, en Ohio y Monroe, en Míchigan se encuentran en la costa del lago.

## Geología
El lago Erie fue esculpido por el hielo de un glaciar y, en su forma actual, tiene menos de 4.000 años de antigüedad, lo cual es un lapso corto en términos geológicos. Antes de esto, la tierra sobre la que ahora se asienta el lago pasó por varias etapas complejas. Hace más de dos millones de años se formó una gran cuenca de tierras bajas como resultado de un río de corriente oriental que existía mucho antes de la época glacial del Pleistoceno. Este antiguo sistema de drenaje fue destruido por el primer gran glaciar de la zona, mientras profundizaba y agrandaba las tierras bajas, permitiendo que el agua se asentara y formara un lago. Los glaciares pudieron excavar más terreno en la parte oriental de las tierras bajas porque el lecho rocoso está formado por esquisto, que es más blando que las rocas carbonatadas de dolomita y caliza de la parte occidental. Así, las cuencas oriental y central del lago moderno son mucho más profundas que la cuenca occidental, cuya profundidad media es de sólo 25 pies (7,6 m) y es rica en nutrientes y peces. El lago Erie es el más superficial de los Grandes Lagos porque el hielo era relativamente delgado y carecía de poder erosivo cuando llegó tan al sur, según una opinión.
Hasta tres glaciares avanzaron y retrocedieron sobre la tierra, provocando la formación de lagos temporales en los periodos de tiempo entre cada uno de ellos. Como cada lago tenía un volumen de agua diferente, sus orillas se encontraban a distintas elevaciones. El último de estos lagos en formarse, el lago Warren, existió hace entre 13.000 y 12.000 años. Era más profundo que el actual lago Erie, y su litoral existía a unos 8 millas (12,9 km) kilómetros tierra adentro del actual. Las orillas de estos lagos dejaban a su paso crestas de arena que atravesaban pantanos y servían de senderos a los indios y, más tarde, a los pioneros. Estos senderos se convirtieron en carreteras primitivas que con el tiempo se pavimentaron. La ruta 30 de EE. UU. al oeste de Delphos, Ohio, y la ruta 20 de EE. UU. al oeste de Norwalk, Ohio|Norwalk]] y al este de Cleveland se formaron de esta manera. Las antiguas dunas de arena son visibles en la Oak Openings Region en Northwest Ohio. Allí, el suelo arenoso y seco del lecho del lago no era suficiente para sustentar grandes árboles, con la excepción de unas pocas especies de robles, formando una rara sabana de robles.

## Historia
Fue el último de los Grandes Lagos en ser descubierto por los exploradores franceses, quienes habían seguido los ríos hasta el lago Ontario y habían llegado hasta el lago Hurón. El nombre del lago proviene de la Tribu Erie, nativos de Estados Unidos que vivían en lo largo de su costa sur, en los estados de Ohio, Pensilvania y Nueva York.
En las décadas de 1960 y 1970 se volvió muy contaminado. Una leyenda urbana lo describía como un lago muerto, pero tanto la pesca comercial como la deportiva continúan sin interrupción hasta el presente. La contaminación del lago no tuvo mucha atención hasta el gran incendio del río Cuyahoga, en junio de 1969. La contaminación de Cleveland y otras ciudades de Ohio también han contaminado a los tributarios del lago con petroquímicos que luego se quemaban. El fuego comprometía al estado, y rápidamente el Congreso de los Estados Unidos aprobó la Clean Water Act («Ley de Aguas Limpias»).

## Ecología
Al igual que los otros Grandes Lagos, el lago Erie provoca nevadas cuando los primeros vientos del invierno pasan sobre la superficie cálida del agua, haciendo que la ciudad de Búfalo sea uno de los lugares que recibe mayor cantidad de nieve en Estados Unidos. Este efecto termina cuando se congela el lago, lo cual sucede frecuentemente.
El lago también es responsable de generar un microclima que es aprovechado para la agricultura. Sobre la costa norte se ubica una de las áreas más ricas de Canadá para la producción de frutas y verduras, y a lo largo de la costa sudoeste, en Pensilvania y Nueva York, se ubica una importante zona vitivinícola.
Las regulaciones medioambientales condujeron a una gran mejora en la calidad del agua y al regreso de peces de aguas claras y otros tipos de vida. Sin embargo, ciertas especies invasivas como las almejas  amenazan el ecosistema del lago. Otras especies invasoras como el pez gobio y la carpa herbívora se han incrementado sin tener en cuenta la fragilidad del ecosistema.
Durante la década de 1970 el futuro del lago fue puesto en peligro debido a la sobreabundancia de fósforo en el agua, lo que provocaba la proliferación de algas con mal olor que se depositaban sobre las playas. En 1972 se hizo un acuerdo entre Estados Unidos y Canadá para reducir significativamente los desechos y vertidos de fósforo en el lago. Sin embargo, el ciclo continuo de fósforo como alimento para las algas y su descomposición subsiguiente contribuyeron al desarrollo de zonas muertas ecológicamente en la cuenca central del lago durante los veranos.
Aun existe controversia sobre si debe continuar la pesca comercial en el lago. La flota comercial incluye a 11 comunidades a lo largo de la línea costera y está restringida a 11 especies de las 140 que se encuentran en el lago.

## Economía

### Pesca

#### Especies de peces

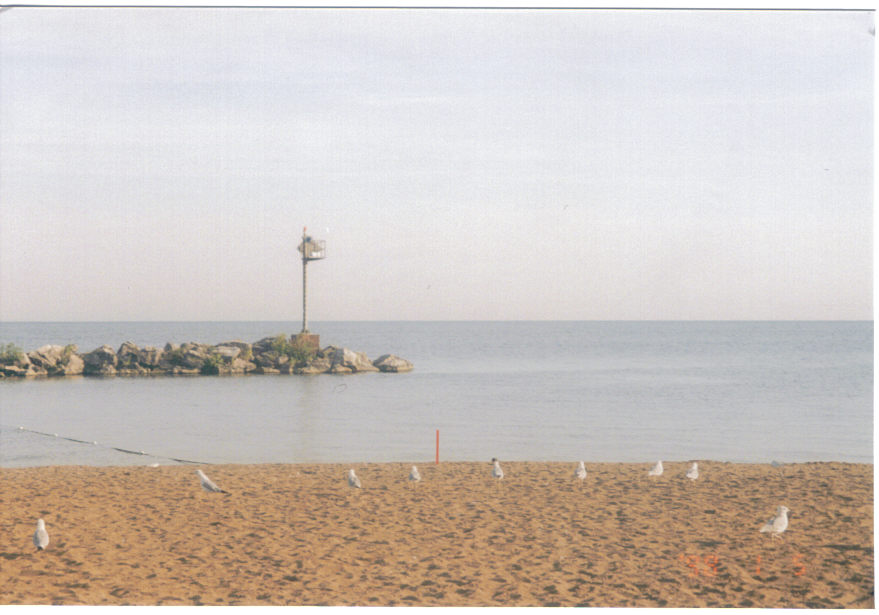
Mañana de verano al oeste de Cleveland,

El lago Erie alberga una de las mayores pesquerías comerciales de agua dulce del mundo. Las poblaciones de peces del lago Erie son las más abundantes de los Grandes Lagos, en parte debido a las temperaturas relativamente suaves del lago y al abundante suministro de plancton, que es el componente básico de la cadena alimentaria. Se calcula que la población de peces del lago representa el 50% de todos los peces que habitan los Grandes Lagos. El lago contiene cabeza de acero, walleye (conocido en Canadá como pickerel), lubina, lubina, perca, trucha de lago, salmón real, pescado blanco, smelt, y muchas otras. El lago cuenta con una larga lista de especies introducidas bien establecidas. Entre las especies de peces no autóctonas más comunes se encuentran el eperlano arco iris, la alewife, la perca blanca y la carpa común. Los peces deportivos no autóctonos, como la trucha arco iris y la trucha común, se siembran específicamente para la pesca. Los intentos de repoblar salmón plateado han fracasado y su número está disminuyendo. Los desembarques comerciales están dominados por la perca amarilla y el lucioperca, aunque también se capturan cantidades considerables de eperlano arco iris y lubina blanca. Los pescadores se centran en la lucioperca y la perca amarilla, aunque también pescan truchas arco iris.
Hasta finales de la década de 1950, el pez comercial más capturado (más del 50% de las capturas comerciales) era una subespecie de la lucioperca conocida como lucio azul (Sander vitreus glaucus) a veces llamada erróneamente "lucio azul". En las décadas de 1970 y 1980, a medida que disminuía la contaminación del lago, los recuentos de luciopercas que se capturaban pasaron de 112.000 en 1975 a 4,1 millones en 1985, estimándose el número de luciopercas en el lago en unos 33 millones en la cuenca, con muchas de 8 libras (3,6 kg) o más. No todas las morsas prosperaron. La combinación de la sobrepesca y la eutrofización del lago por la contaminación provocó el colapso de la población y, a mediados de la década de 1980, la lucioperca azul fue declarada extinta. Sin embargo, según un informe, la población de lucioperca del lago Erie alcanzó cifras récord incluso en 1989.
Ha habido preocupación por el aumento de los niveles de mercurio en el pescado walleye; un estudio realizado por el Ministerio de Medio Ambiente de Canadá señaló una "tendencia creciente concentración", pero que las concentraciones estaban dentro de los límites aceptables establecidos por las autoridades en Pensilvania. Debido a la amenaza de PCBs, Se recomendó, que las personas comen no más de una comida walleye por mes. Debido a estas y otras preocupaciones, en 1990, la National Wildlife Federation estuvo a punto de emitir un "aviso negativo sobre el consumo de pescado" para la lucioperca y la lubina de boca pequeña, que habían sido las principales capturas de una industria pesquera comercial de 800 millones de dólares.
Se dice que el pez más largo del lago Erie es el esturión, que puede llegar a medir 10 pies (3 m) y pesar 300 libras (136,1 kg), pero es una especie en peligro de extinción y vive principalmente en el fondo del lago. En 2009, se confirmó la captura de un esturión, que fue devuelto al lago con vida, y hay esperanzas de que la población de esturiones esté resurgiendo.

#### Pesca comercial

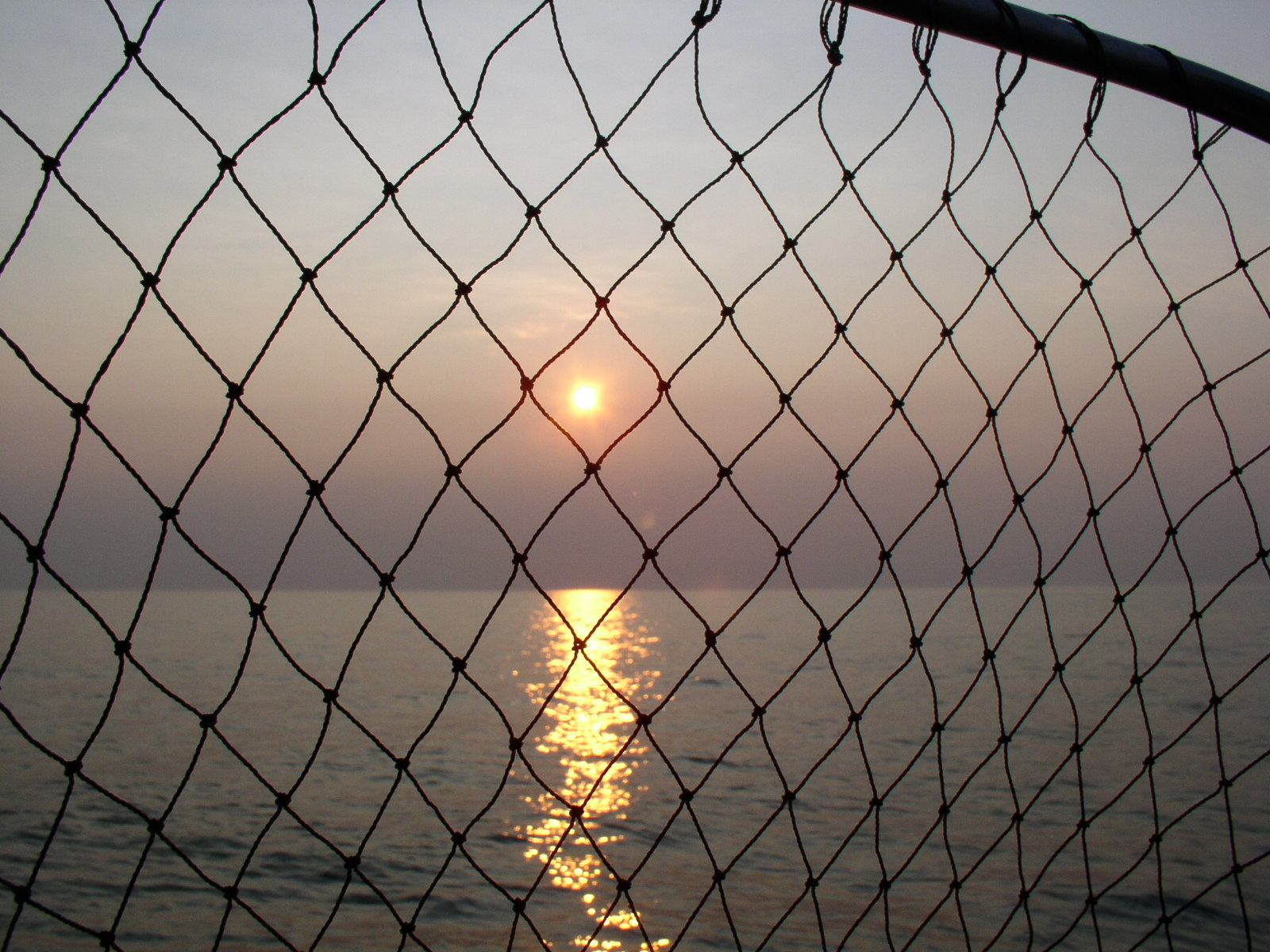
Puesta de sol en el lago Erie vista a través de una red de pesca

Las estimaciones sobre el mercado pesquero de la región de los Grandes Lagos varían. En 2007, una estimación del mercado total de la pesca en los Grandes Lagos, incluida la pesca comercial y recreativa, era de 4.000 millones de dólares anuales. Otra estimación era de más de 7.000 millones de dólares. Pero desde que se descubrieron altos niveles de contaminación en las décadas de 1960 y 1970, ha habido un debate continuo sobre la intensidad deseada de la pesca comercial. La pesca comercial en el lago Erie se ha visto perjudicada por la contaminación, así como por las normativas gubernamentales que limitan el tamaño de sus capturas; un informe sugería que el número de barcos pesqueros y empleados había disminuido en dos tercios en las últimas décadas. Otra preocupación había sido que la contaminación del lago, así como las toxinas encontradas en el interior de los peces, iban en contra de los intereses de la pesca comercial.
Los pescadores estadounidenses asentados a lo largo del lago Erie perdieron su medio de vida en las últimas décadas y ya no capturan peces como el pescado blanco para los mercados de Nueva York. Pensilvania tenía un sello especial de 3 dólares en las licencias de pesca para ayudar a "compensar a los pescadores comerciales por sus pérdidas", pero este programa terminó después de cinco años. Uno culpó de la prohibición de la pesca comercial a una "prueba de voluntades" entre pescadores comerciales y recreativos: "Una parte necesitaba grandes lances. El otro temía que el lago se estuviera vaciando".

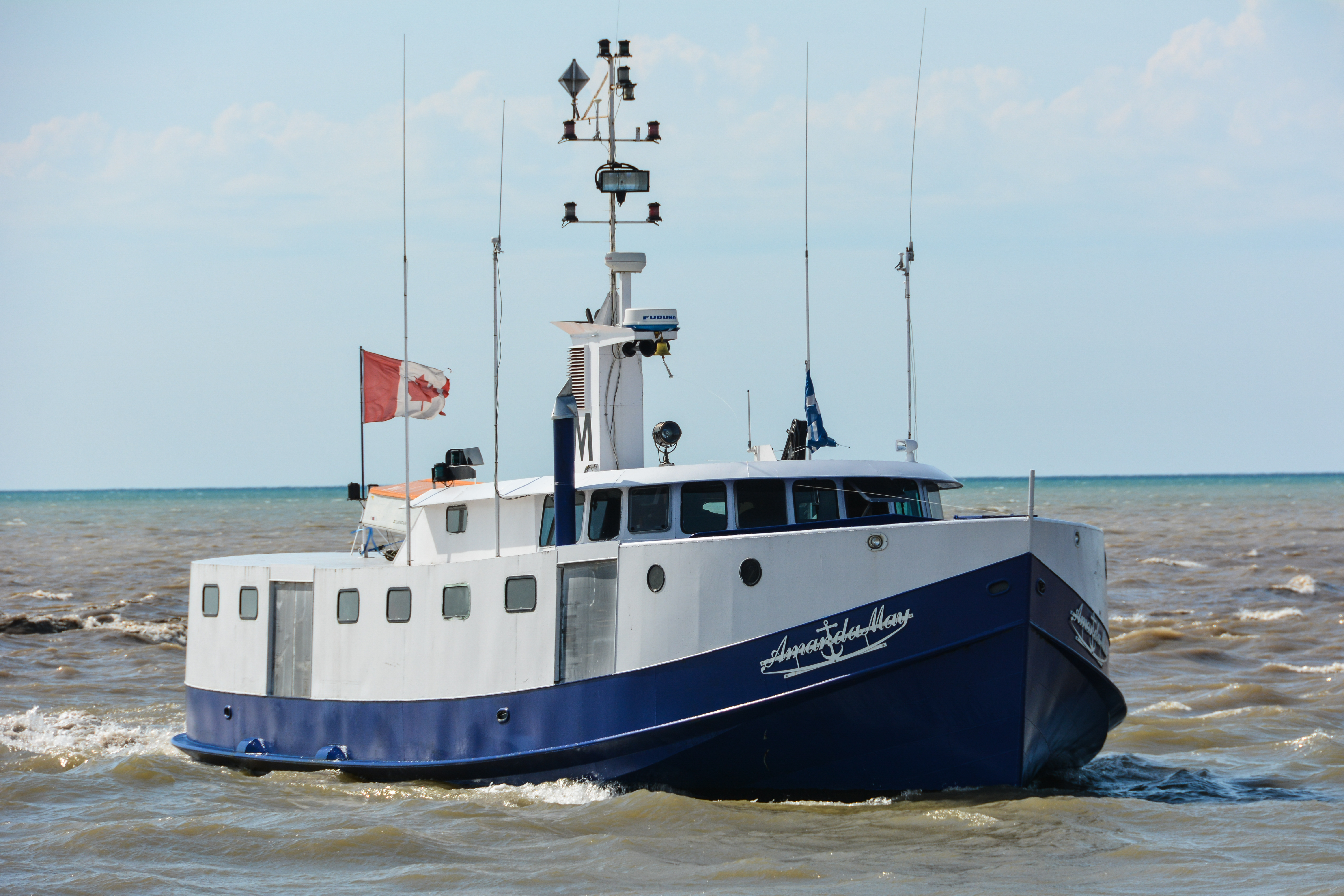
Barco de pesca comercial canadiense entrando en el puerto de Port Burwell en el Lago Erie

En la actualidad, la pesca comercial se concentra principalmente en las comunidades canadienses, con una pesquería mucho más pequeña -limitada en gran medida a la perca amarilla- en Ohio. La pesquería de Ontario es una de las más intensamente gestionadas del mundo. Sin embargo, hay informes de que algunos pescadores comerciales canadienses no están satisfechos con las cuotas de pesca y han demandado al gobierno por este asunto, y ha habido quejas de que el órgano legislativo que redacta las cuotas está dominado por EE. UU. y que se favorecen los intereses de la pesca deportiva a expensas de los intereses de la pesca comercial.
 La pesquería del lago Erie fue una de las primeras pesquerías del mundo gestionadas con cuotas individuales transferibles y cuenta con un sistema obligatorio de notificación diaria de capturas y una auditoría intensiva del sistema de notificación de capturas. Aun así, la pesca comercial es el blanco de los críticos que desearían que el lago se gestionara en beneficio exclusivo de la pesca deportiva y de las diversas industrias al servicio de la pesca deportiva. Según un informe, la ciudad canadiense de Port Dover, Ontario alberga la mayor flota pesquera del lago.

#### Pesca deportiva
El lago mantiene una fuerte pesca deportiva. Aunque la pesca comercial ha disminuido, la deportiva se ha mantenido. Las aguas frías y profundas que dan lugar a la mejor pesca se encuentran en la parte canadiense del lago. Como resultado, un barco de pesca que cruza la frontera internacional desencadena las preocupaciones de seguridad de los pasos fronterizos, y se aconseja a los pescadores que lleven su pasaporte. Si su barco cruza la línea fronteriza invisible en el lago, al regresar a la orilla estadounidense, los pasajeros tienen que presentarse en una oficina local de protección fronteriza.
En 2008, la Comisión de Pesca y Embarcaciones de Pensilvania intentó repoblar el lago con trucha común en un esfuerzo por crear lo que se denomina una pesquería de cultivar y llevar. Según un informe, la pesca en barcos de alquiler aumentó considerablemente en el lado estadounidense, pasando de 46 a 638 barcos de alquiler sólo en Ohio, durante un periodo comprendido entre 1975 y 1985, a medida que disminuían los niveles de contaminación y después de que las poblaciones de lucioperca aumentaran considerablemente en el lago. En 1984, Ohio vendió 27.000 permisos de pesca para no residentes, y la pesca deportiva se describió como un gran negocio. En 1992, se contaban casos de pescadores que capturaban regularmente leucomas de hasta 12 libras (5,4 kg). Es posible pescar lota en los muelles en invierno; la lota desova a mediados de invierno y es una de las reliquias glaciares del Erie.

#### Pesca en el hielo
En invierno, cuando el lago se congela, muchos pescadores salen al hielo, hacen agujeros y pescan. Incluso se pueden hacer hogueras en el hielo. Pero aventurarse en el hielo del lago Erie puede ser peligroso. En un incidente ocurrido en 2009, el aumento de las temperaturas, los vientos de 35 millas por hora (56,3 km/h) y las corrientes que empujaban hacia el este desprendieron un témpano de hielo de varios kilómetros de ancho que se separó de la orilla, atrapando a más de 130 pescadores en alta mar; un hombre murió y el resto fueron rescatados en helicópteros o barcos.
El día comenzó con los pescadores colocando palés de madera para crear un puente sobre una grieta en el hielo y poder navegar más lejos en el lago. Pero los tablones cayeron al agua cuando el hielo se desplazó, dejando varados a los pescadores a unos 1000 metros de la orilla... Cuando los pescadores se dieron cuenta el sábado por la mañana de que el hielo se había roto, empezaron a debatir cuál era la mejor manera de salir. Algunos optaron por sentarse y esperar a las autoridades, mientras que otros se dirigieron hacia el este en busca de un puente de hielo ... Otros consiguieron llegar a tierra por su cuenta conduciendo sus vehículos todo terreno unos ocho kilómetros hacia el este, hasta donde el hielo no se había desprendido. ... Cuando los pescadores rescatados llegaron a la orilla, las autoridades les pusieron en fila india para anotar sus nombres.